# Deinarchia agramma
Deinarchia agramma är en fjärilsart som beskrevs av George Francis Hampson 1910. Deinarchia agramma ingår i släktet Deinarchia och familjen tandspinnare. Inga underarter finns listade i Catalogue of Life.